# Weekend (Rapper)

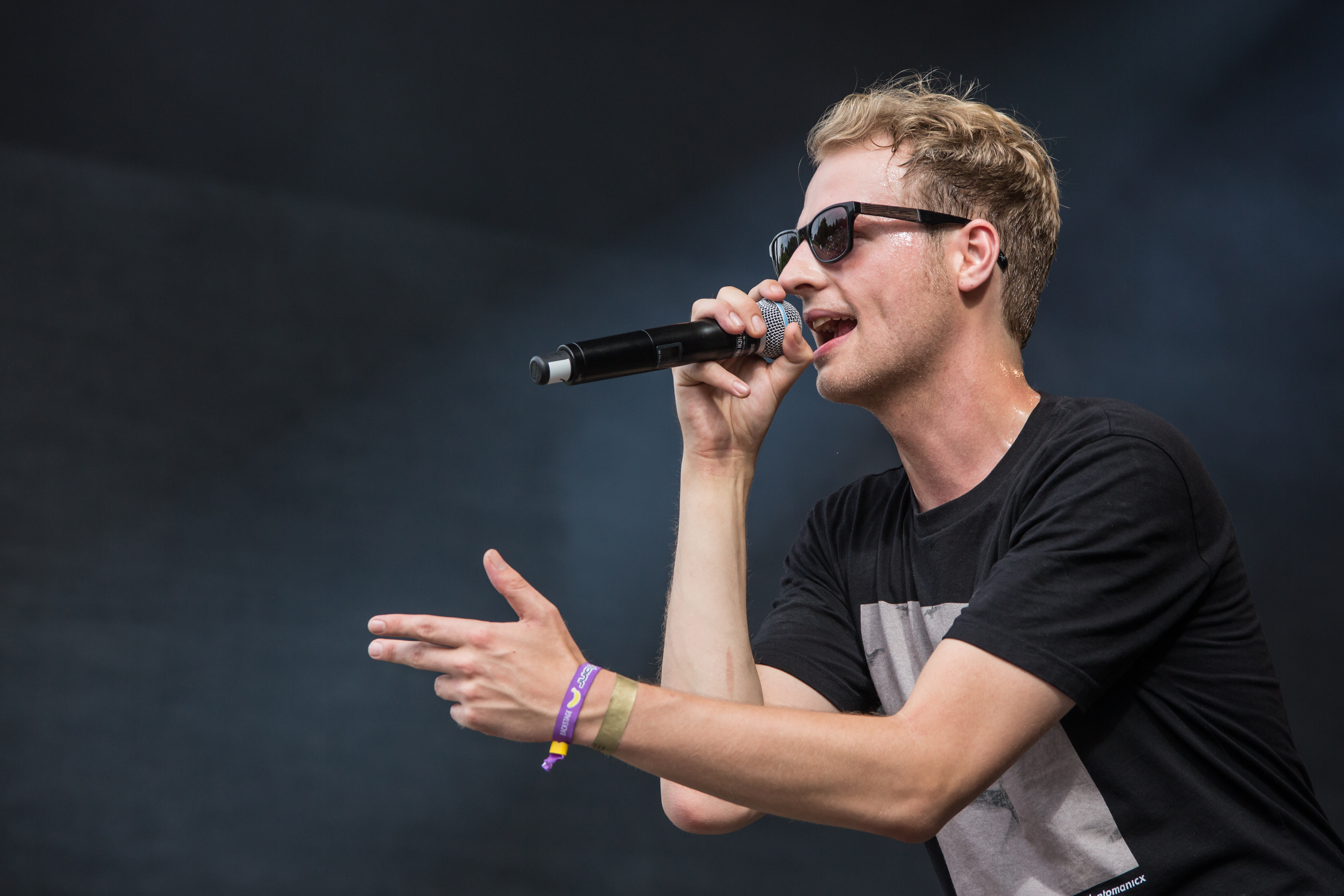
Weekend (2013)

Weekend (* 18. Juli 1987  in Gelsenkirchen; bürgerlich Christoph Wiegand) ist ein deutscher Rapper aus Gelsenkirchen. Er wurde vor allem durch seine zwei Teilnahmen an dem Videobattleturnier (kurz VBT) im Jahr 2011 und dessen Splash!-Edition 2012 bekannt, aus welchen er jeweils als Sieger hervorgehen konnte.

## Karriere
Angefangen Rap zu hören hat Weekend im Jahre 2001, als das erste Creutzfeld & Jakob Album erschien. Danach folgten Kool Savas, Spontan und SD, die er außerdem zu seinen Einflüssen zählt. Weekend begann laut eigenen Angaben Ende 2004 bzw. Anfang 2005 mit dem Rappen. Im Mai 2007 veröffentlichte er gemeinsam mit Max Miles die Assi EP, diese fand jedoch relativ wenig Beachtung. Sie wurde zum kostenlosen Download bereitgestellt. 2009 erschien sein Album Fans gesucht, welches er ebenfalls kostenlos veröffentlichte. 2011 nahm er an der fünften Edition des Videobattleturniers teil. Er konnte über neun Gegner ins Finale gelangen, um Tamo-Flage dort mit 43:37 Punkten zu besiegen. Neben dem Preisgeld gewann er einen Auftritt beim Mile of Style. 2012 entschied er sich, bei der ersten Splash!-Edition des Turniers mitzumachen. Dieses Turnier konnte er nach vier Runden ebenfalls für sich entscheiden, nachdem er im Finale BattleBoi Basti 13:9 besiegte, wodurch er einen Auftritt beim Splash gewann. In den darauffolgenden Monaten publizierte Weekend einige weitere Lieder, wie beispielsweise Das Splash (mit BattleBoi Basti) oder Ich will das JUICE-Cover, welche allerdings nicht als Single erschienen. Beim Splash 2013 war Weekend erneut als Künstler vertreten.
Im Juli 2013 unterschrieb Weekend einen Vertrag bei Chimperator Productions. Dies wurde mittels des Freetracks „Hi Chimperator“ von Seiten Weekends bekanntgegeben. Kurze Zeit später wurde das Erscheinen seines ersten Albums beim Label bekanntgegeben. Es trägt den Titel Am Wochenende Rapper und war ab dem 30. August 2013 erhältlich. Vorab wurden drei Songs veröffentlicht, Geheime CD (im Rahmen der Halt-die-Fresse-Reihe), Schatz, du Arschloch und FCKWKND. Von Oktober bis November 2013 ging Weekend gemeinsam mit Persteasy und FiST auf seine erste Tour „Jeden Tag Wochenende“.
Weekends zweites Album Für immer Wochenende erschien am 24. April 2015 und erreichte Platz 1 der deutschen Charts. Noch im selben Jahr wurde sein drittes Album Musik für die, die nicht so gerne denken über Chimperator veröffentlicht. 2017 erschien mit Keiner ist gestorben das vierte Album des Rappers.
Ende Mai 2020 wurde bekannt, dass Weekend seinen Vertrag bei Chimperator Productions nicht verlängern werde. Zugleich kündigte er ein neues Album an. Lightwolf erschien am 11. September 2020 und unterscheidet sich stilistisch stark von Weekends bisheriger Diskografie. Einer der Gründe für den Umbruch war neben dem neuen Produzenten Friedrich VanZandt auch eine kreative Blockade, die nach der Veröffentlichung des vierten Studioalbums auftrat.

## Privatleben
Weekend ist im bürgerlichen Leben als Sozialarbeiter tätig. Dies wurde während des VBT und auch in diversen Interviews betont. Er arbeitete in Gelsenkirchen beim Jugendamt. Zurzeit lebt er mit seiner Frau und zwei Kindern in Stuttgart.

## Diskografie

### Studioalben
| Jahr | Titel                                    | Höchstplatzierung, Gesamtwochen, AuszeichnungChartplatzierungen (Jahr, Titel, Platzierungen, Wochen, Auszeichnungen, Anmerkungen) | Höchstplatzierung, Gesamtwochen, AuszeichnungChartplatzierungen (Jahr, Titel, Platzierungen, Wochen, Auszeichnungen, Anmerkungen) | Höchstplatzierung, Gesamtwochen, AuszeichnungChartplatzierungen (Jahr, Titel, Platzierungen, Wochen, Auszeichnungen, Anmerkungen) | Anmerkungen                              |
| Jahr | Titel                                    | DE | AT | CH | Anmerkungen                              |
| ---- | ---------------------------------------- | --- | --- | --- | ---------------------------------------- |
| 2013 | Am Wochenende Rapper                     | DE3 (3 Wo.)DE | AT3 (1 Wo.)AT | CH27 (1 Wo.)CH | Erstveröffentlichung: 30. August 2013    |
| 2015 | Für immer Wochenende                     | DE1 (3 Wo.)DE | AT16 (1 Wo.)AT | CH38 (1 Wo.)CH | Erstveröffentlichung: 24. April 2015     |
| 2015 | Musik für die, die nicht so gerne denken | DE45 (3 Wo.)DE | AT16 (1 Wo.)AT | — | Erstveröffentlichung: 11. September 2015 |
| 2017 | Keiner ist gestorben                     | DE23 (1 Wo.)DE | AT47 (1 Wo.)AT | — | Erstveröffentlichung: 13. Oktober 2017   |
| 2020 | Lightwolf                                | DE26 (1 Wo.)DE | — | — | Erstveröffentlichung: 11. September 2020 |
| 2023 | Gorgonzola Swimming Vol. 1               | DE83 (1 Wo.)DE | — | — | Erstveröffentlichung: 1. September 2023  |

### EPs
- 2005: Weekend Mini EP
- 2007: Assi EP
- 2010: Auf Repeet EP (mit Uzak, Emkay als "Wunschkinder")

### Mixtapes
- 2006: Grosse Fresse Mixtape (mit Tesa, Raffnek, Piou als "Maulhelden")

### Singles (Auswahl)
| Jahr | Titel Album                                | Höchstplatzierung, Gesamtwochen, AuszeichnungChartsChartplatzierungen (Jahr, Titel, Album, Platzierungen, Wochen, Auszeichnungen, Anmerkungen) | Anmerkungen                           |
| Jahr | Titel Album                                | DE | Anmerkungen                           |
| ---- | ------------------------------------------ | --- | ------------------------------------- |
| 2013 | Schatz, du Arschloch! Am Wochenende Rapper | DE99 (1 Wo.)DE | Erstveröffentlichung: 30. August 2013 |